# David Abal
Pour les articles homonymes, voir Abal.
Abal  Diego est un nom espagnol. Le premier nom de famille, en général paternel, est Abal ; le second, en général maternel, souvent omis, est Diego.
David Abal Diego, né le 25 août 1986 à Redondela (Galice), est un coureur cycliste espagnol.

## Biographie
En 2002, David Abal devient champion d'Espagne de cyclo-cross dans la catégorie cadets (moins de 17 ans). Deux ans plus tard, il se distingue en remportant la Gipuzkoa Klasika ainsi que la Vuelta al Besaya chez les juniors (moins de 19 ans). Il évolue ensuite au niveau professionnel en 2007 et en 2008 au sein de l'équipe Karpin-Galicia. 
Faute de résultats convaincants, il redescend chez les amateurs en 2009. En 2010, il remporte le championnat régional de Galice sur route,. Il continue la compétition jusqu'en 2011, avant de mettre un terme à sa carrière cycliste. 

## Palmarès
- 2002
  -  Champion d'Espagne de cyclo-cross cadets
- 2004
  - Gipuzkoa Klasika
  - Vuelta al Besaya
- 2006
  - Mémorial Sabin Foruria
  - 2e du Mémorial Rodríguez Inguanzo
- 2010
  - Champion de Galice sur route
  - 2e du championnat de Galice du contre-la-montre
- 2011
  - Clásica de Pascua[3]